# Salomon Molcho

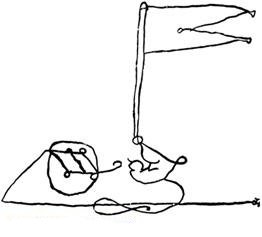
Unterschrift von Molcho

Salomon Molcho (hebräisch שלמה מולכו Schlomo Molcho), ursprünglich Diogo Pires (geboren um 1500 in Lissabon; gestorben 1532 in Mantua) war ein aus Portugal stammender kabbalistischer Prediger, der als zum Judentum zurückgekehrter Marrane 1532 auf dem Scheiterhaufen verbrannt wurde.

## Leben
Molcho war der Sohn portugiesischer Marranen und auf den Namen Diogo Pires getauft. Er wurde Schreiber des portugiesischen Königs Johanns III., lernte 1525 am Hof von Lissabon David Reuveni kennen und war von ihm beeindruckt. Als Pires andeutete, zum Judentum zurückkehren zu wollen, sah Reuveni darin eine Gefahr für Pires und für sich. Daher beschnitt sich Pires selbst und nannte sich hinfort Salomon Molcho („melech“ bedeutet auf Hebräisch „König“). Als rekonvertierter Marrane drohte ihm in Portugal der Feuertod, weshalb er in das damals zum Osmanischen Reich gehörende Saloniki floh.
Dort studierte er die Kabbala und veröffentlichte 1529 in Saloniki das hebräische Buch Sepher mepho`ar, in dem er das Sacco di Roma, die Plünderung Roms durch die Landsknechte Karls V., als Zeichen der bevorstehenden Befreiung der Juden deutete. Später wirkte er als Prediger in Palästina, besonders im Zentrum der orientalischen Kabbala, das nach der Vertreibung der Juden aus Spanien in Safed entstanden war. Hier prophezeite er das Königreich des Messias für das Jahr 1540.
Im März 1529 tauchte er in Italien auf und begann, in der jüdischen Gemeinde von Ancona zu predigen, wurde aber bei den kirchlichen Behörden denunziert. Er ging darauf zunächst nach Rom (1530), dann nach Venedig (1531) und kehrte schließlich nach Rom zurück. Hier wurde er zum Tode verurteilt, aber auf persönliche Fürsprache von Papst Clemens VII. hin freigelassen. Es heißt, er habe eine Überschwemmung des Tiber vorausgesagt. 1532 traf er David Reuveni in Norditalien wieder. Beide beschlossen, am Reichstag zu Regensburg Kaiser Karl V. um Hilfe zu bitten. Sie wollten ihm die Veröffentlichung einer Deklaration vorschlagen, die darauf abzielte, das jüdische Volk für den Kampf gegen die Osmanen heranzuziehen. Reuveni und Molcho wurden jedoch nicht vorgelassen, sondern auf Befehl des Kaisers verhaftet. Molcho wurde nach Mantua gebracht, vor Gericht gestellt und als rückfälliger Marrane auf dem Scheiterhaufen verbrannt, nachdem er eine Begnadigung Karls V. für den Fall seiner Rückkehr zum katholischen Glauben abgelehnt hatte.
Molchos Einfluss reichte bis nach Polen, wo viele Juden ihn als den wahren Messias ansahen.

## Wirkung
Die Geschichte des Salomon Molcho fand mehrfach literarische Verwendung, so z. B. in einer Romantrilogie von Aharon Avraham Kabak (hebräisch 1913–1927).
In deutscher Sprache widmete sich Max Brod dem Thema unter dem Titel Reubeni, Fürst der Juden (Roman, 1925; später gleichnamiges Drama).